# Sundance Film Festival 2010
Il Sundance Film Festival 2010 si è svolto a Park City, Utah, dal 21 gennaio al 31 gennaio 2010.

## Film in concorso
Elenco dei film in competizione e vincitori dei premi non competitivi. In grassetto i vincitori.

### U.S. Dramatic
- Un gelido inverno (Winter's Bone), regia di Debra Granik
- 3 Backyards, regia di Eric Mendelsohn
- Blue Valentine, regia di Derek Cianfrance
- Douchebag, regia di Drake Doremus
- Happythankyoumoreplease, regia di Josh Radnor
- Hesher è stato qui (Hesher), regia di Spencer Susser
- Holy Rollers, regia di Kevin Asch
- Urlo (Howl), regia di Rob Epstein e Jeffrey Friedman
- Lovers of Hate, regia di Bryan Poyser
- Night Catches Us, regia di Tanya Hamilton
- Obselidia, regia di Diane Bell
- Skateland, regia di Anthony Burns
- Sympathy for Delicious, regia di Mark Ruffalo
- The Dry Land, regia di Ryan Piers Williams
- The Imperialists Are Still Alive!, regia di Zeina Durra
- Welcome to the Rileys, regia di Jake Scott

### U.S. Documentary
- Restrepo - Inferno in Afghanistan (Restrepo), regia di Sebastian Junger e Tim Hetherington
- Freedom Riders, regia di Stanley Nelson
- 12th & Delaware, regia di Rachel Grady e Heidi Ewing
- A Small Act, regia di Jennifer Arnold
- Benazir Bhutto, regia di Jessica A. Hernandez e Johnny O'Hara
- Casino Jack and the United States of Money, regia di Alex Gibney
- Family Affair, regia di Chico Colvard
- Gasland, regia di Josh Fox
- Jean-Michel Basquiat: The Radiant Child, regia di Tamra Davis
- Joan Rivers: A Piece of Work, regia di Ricki Stern e Anne Sundberg
- Lucky, regia di Jeffrey Blitz
- My Perestroika, regia di Robin Hessman
- Smash His Camera, regia di Leon Gast
- The Oath, regia di Laura Poitras
- The Tillman Story, regia di Amir Bar-Lev
- Waiting for Superman, regia di Davis Guggenheim

### World Cinema Dramatic
- Animal Kingdom, regia di David Michôd
- Boy, regia di Taika Cohen
- Chaesikjuuija, regia di Seong-woon Lim
- Contracorriente, regia di Javier Fuentes-León
- El hombre de al lado, regia di Mariano Cohn e Gastón Duprat
- Four Lions, regia di Chris Morris
- Grown Up Movie Star, regia di Adriana Maggs
- Nuummioq, regia di Otto Rosing e Torben Bech
- Peepli Live, regia di Anusha Rizvi
- Püha Tõnu kiusamine, regia di Veiko Õunpuu
- Son of Babylon, regia di Mohamed Al Daradji
- Wszystko, co kocham, regia di Jacek Borcuch
- Yo, también, regia di Antonio Naharro e Álvaro Pastor
- Zona sur, regia di Juan Carlos Valdivia

### World Cinema Documentary
- Det røde kapel, regia di Mads Brügger
- A Film Unfinished, regia di Yael Hersonski
- Enemies of the People, regia di Rob Lemkin e Thet Sambath
- His & Hers, regia di Ken Wardrop
- Kick in Iran, regia di Fatima Abdollahyan
- Last Train Home, regia di Lixin Fan
- Pecados de mi padre, regia di Nicolas Entel
- Russian Lessons, regia di Olga Konskaya e Andrej Nekrasov
- Secrets of the Tribe, regia di José Padilha
- Space Tourists, regia di Christian Frei
- Waste Land, regia di Lucy Walker

### Premi speciali della giuria
- U.S. Dramatic: Sympathy for Delicious, regia di Mark Ruffalo
- U.S. Documentary: GasLand, regia di Josh Fox
- World Cinema Dramatic: Tatiana Maslany per l'interpretazione in Grown Up Movie Star di Adriana Maggs[1]
- World Cinema Documentary: Enemies of the People, regia di Rob Lemkin e Thet Sambath

### Premi per la migliore regia
- U.S. Dramatic: Eric Mendelsohn con 3 Backyards
- U.S. Documentary: Leon Gast con Smash His Camera
- World Cinema Dramatic: Juan Carlos Valdivia con Zona sur
- World Cinema Documentary: Christian Frei con Space Tourists

### Premi per la migliore fotografia
- U.S. Dramatic: Zak Mulligan con Obselidia
- U.S. Documentary: Kirsten Johnson e Laura Poitras con The Oath
- World Cinema Dramatic: Mariano Cohn e Gastón Duprat con El hombre de al lado
- World Cinema Documentary: Michael Lavelle e Kate McCullough con His & Hers

### Premi per il migliore montaggio
- U.S. Documentary: Penelope Falk con Joan Rivers: A Piece of Work, regia di Ricki Stern e Anne Sundberg
- World Cinema Documentary: Joel Alexis con A Film Unfinished, regia di Yael Hersonski

### Premi del pubblico
- U.S. Dramatic: Happythankyoumoreplease, regia di Josh Radnor
- U.S. Documentary: Waiting for Superman, regia di Davis Guggenheim
- World Cinema Dramatic: Contracorriente, regia di Javier Fuentes-León
- World Cinema Documentary: Waste Land, regia di Lucy Walker

## La giuria
U.S. Dramatic: Russell Banks ( Stati Uniti), Jason Kliot ( Stati Uniti), Karyn Kusama ( Stati Uniti), Parker Posey ( Stati Uniti), Robert Yeoman ( Stati Uniti)
U.S. Documentary: Greg Barker ( Stati Uniti), Dayna Goldfine ( Stati Uniti), Morgan Spurlock ( Stati Uniti), Ondi Timoner ( Stati Uniti), Nancy Miller ( Stati Uniti)
World Cinema Dramatic: Alison Maclean ( Canada), Lisa Schwarzbaum ( Stati Uniti), Sigurjon Sighvatsson ( Islanda)
World Cinema Documentary: Jennifer Baichwal ( Canada), Jeffrey Brown ( Stati Uniti), Asako Fujioka ( Giappone)